# Hampstead Norreys
Hampstead Norreys är en civil parish i Storbritannien.   Den ligger i kommunen West Berkshire i riksdelen England, i den södra delen av landet, 80 km väster om huvudstaden London. Antalet invånare är 832. Arean är 17,0 kvadratkilometer.
Terrängen i Hampstead Norreys är platt.